# Cyanopepla beata
Cyanopepla beata är en fjärilsart som beskrevs av Rothschild 1912. Cyanopepla beata ingår i släktet Cyanopepla och familjen björnspinnare. Inga underarter finns listade i Catalogue of Life.